# ویلیام اسپیرز بروس
ویلیام اسپیرز بروس FRSE‏ (William Speirs Bruce)‏ (۱ اوت ۱۸۶۷–۲۸ اکتبر ۱۹۲۱) طبیعت‌گرا، دانشمند و قطب‌شناس و اقیانوس‌شناس بریتانیایی بود که گروه اعزامی ملی قطب جنوب اسکاتلند را (SNAE، ۴–۱۹۰۲)، به جزایر اورکنی جنوبی و دریای ودل، سازماندهی و رهبری کرد. از جمله دستاوردهای دیگر این گروه اعزامی این بود که اولین ایستگاه دائمی هواشناسی را در جنوبگان تأسیس کرد. بروس بعداً آزمایشگاه اقیانوس‌شناسی اسکاتلند را در ادینبورگ تأسیس کرد، اما برنامه‌های او برای راهپیمایی میان قارهٔ قطبی از طریق قطب جنوب به دلیل عدم حمایت عمومی و مالی، رها شد.
در ۱۸۹۲ بروس تحصیل پزشکی خود را در دانشگاه ادینبورگ رها کرد و به عنوان دستیار علمی به گروه اعزامی داندی وایلینگ به سمت قطب جنوب پیوست. پس از آن سفرهای شمالگان به نوایا زملیا، اسپیتس‌برگن و سرزمین فرانتس جوزف انجام شد. در ۱۸۹۹ بروس باتجربه‌ترین دانشمند قطبی بریتانیا در آن زمان برای پُستی در گروه اکتشافی رابرت فالکون اسکات درخواست داد، اما تأخیر در این انتصاب و درگیری با رئیس انجمن جغرافیایی سلطنتی (RGS) سر کلمنتز مارکهام، در عوض او را به سازمان‌دهی گروه اعزامی خود سوق داد و دشمنی دائمی تشکیلات جغرافیایی در لندن را برای او به ارمغان آورد. اگرچه بروس جوایز مختلفی را برای کارهای قطبی خود دریافت کرد، از جمله دکترای افتخاری از دانشگاه آبردین، اما نه او و نه هیچ‌یک از همکارانش در گروه اعزامی ملی قطب جنوب اسکاتلند، توسط انجمن جغرافیایی سلطنتی برای مدال معتبر قطبی توصیه نشدند.
میان سال‌های ۱۹۰۷ و ۱۹۲۰، بروس سفرهای زیادی برای اهداف علمی و اهداف تجاری، به مناطق قطب شمال انجام داد. شکست او در به‌دست آوردن هر گونه سرمایه‌گذاری بزرگ اکتشافی پس از گروه اعزامی ملی قطب جنوب اسکاتلند، معمولاً به فقدان مهارت‌های روابط عمومی، دشمنان قدرت‌مند و ملی‌گرایی اسکاتلندی او نسبت داده می‌شود. در ۱۹۱۹ سلامتی او رو به افول رفت و قبل از مرگش در ۱۹۲۱، چندین بار بستری شدن در بیمارستان را تجربه کرد که پس از آن تقریباً به کلی فراموش شد. در سال‌های اخیر، پس از صدمین سالگرد سفر اکتشافی اسکاتلند، تلاش‌هایی برای شناخت کامل‌تر نقش او در تاریخ اکتشافات علمی قطبی صورت گرفته‌است.

## اوایل زندگی

### خانه و مدرسه
ویلیام اسپیرز بروس در میدان کنزینگتون گاردنز ۴۳ در لندن متولد شد و چهارمین فرزند ساموئل نوبل بروس، پزشک اسکاتلندی و همسر ولزی او مری متولد لوید بود. نام میانی او از شاخه دیگری از خانواده آمده‌است. املای غیرمعمول آن که مدل دیگر آن به شکل «Spiers» رایج‌تر است، باعث ایجاد مشکلاتی برای خبرنگاران، بازبین‌ها و زندگی‌نامه‌نویسان می‌شود. ویلیام دوران اولیه کودکی خود را در خانه خانواده در لندن در ۱۸ رویال کرسنت، هلند پارک، زیر نظر پدربزرگش کشیش ویلیام بروس، گذراند. بازدیدهای منظمی از باغ‌های کنزینگتون و گاهی موزه تاریخ طبیعی انجام می‌شد. به گفته ساموئل بروس، این سفرها ابتدا علاقه ویلیام جوان را به زندگی و طبیعت برانگیخت.
در ۱۸۷۹ در سن ۱۲ سالگی، ویلیام به یک مدرسه شبانه‌روزی مترقی به نام مدرسه شهرستان نورفولک (بعدها مدرسه نیروی دریایی واتس) در روستای نورث المهام، نورفولک فرستاده شد. او تا سال ۱۸۸۵ در آنجا ماند و سپس دو سال دیگر را در مدرسه کالج دانشگاهی در همپستد گذراند و برای آزمون کارشناسی‌ارشد آماده شد که او را در دانشکده پزشکی، دانشگاه کالج لندن (UCL) می‌پذیرفت. او در سومین تلاش خود موفق شد و در پاییز ۱۸۸۷ آماده شد تا تحصیلات پزشکی خود را آغاز کند.

### ادینبورگ
در اواسط ۱۸۸۷، بروس به شمال به ادینبورگ سفر کرد تا در یک جفت دوره شغلی در علوم طبیعی شرکت کند. دوره‌های شش هفته‌ی، در ایستگاه دریایی اسکاتلند که اخیراً در گرانتون در فیرس آف فرس تأسیس شده بود، تحت مدیریت پاتریک گدس و جان آرتور تامسون بود و شامل بخش‌هایی در مورد گیاه‌شناسی و جانورشناسی عملی بود. تجربه گرانتون و تماس با برخی از برجسته-ترین دانشمندان علوم طبیعی معاصر، بروس را متقاعد کرد که در اسکاتلند بماند. او محل خود را در یو سی ال رها کرد و به جای آن در دانشکده پزشکی، دانشگاه ادینبورگ ثبت نام کرد. این امر او را قادر ساخت تا ارتباط خود را با مربیانی مانند گدس و تامسون حفظ کند و همچنین به او این فرصت را داد تا در اوقات فراغت خود در آزمایشگاه‌های ادینبورگ کار کند، جاییکه نمونه‌های بازگردانده شده از سفر اکتشافی چلنجر در حال بررسی و طبقه‌بندی بودند. او در اینجا زیر نظر دکتر جان موری و دستیارش جان یانگ بوکانان کار کرد و درک عمیق‌تری از اقیانوس‌شناسی و تجربیات ارزشمند در اصول تحقیقات علمی به دست آورد.

## ازدواج و زندگی خانوادگی
مشخص نیست که چگونه بروس پس از بازگشت از اسپیتسبرگن در اواخر سال ۱۸۹۹ به کار گرفته شد. او در تمام زندگی‌اش به ندرت به کار با حقوق ثابت پرداخته بود و معمولاً برای یافتن پست‌های موقت به حمایت یا آشنایان با نفوذ متکی بود. در اوایل سال ۱۹۰۱، او ظاهراً به اندازه کافی از آینده خود برای ازدواج اطمینان داشت. عروس او جسی مکنزی بود که به عنوان پرستار در جراحی ساموئل بروس لندن کار می‌کرد. ازدواج بروس در ۲۰ ژانویه ۱۹۰۱ در کلیسای متحد آزاد اسکاتلند، در چپل هیل در محله نیگ، با حضور و شهادت والدینشان انجام شد. شاید به دلیل طبیعت مخفیانه بروس که جزئیات محدودی را حتی در حلقه دوستان و همکاران نزدیک خود ارائه می‌داد، اطلاعات کمی در مورد عروسی او توسط زندگی‌نامه نویسان او ثبت شده‌است.
در ۱۹۰۷ بروس در خانه‌ای در خیابان مورتون جنوبی در جوپا در نزدیکی حومه ساحلی ادینبورگ پورتوبلو، در اولین مورد از یک سری آدرس‌ها در آن منطقه، مستقر شدند. آنها نام خانه خود را «قطب جنوب» گذاشتند. یک پسر به نام ایلیوم آلستر در آوریل ۱۹۰۲ و یک دختر به نام شیلا مکنزی هفت سال بعد به دنیا آمد. در طی این سال‌ها بروس باشگاه اسکی اسکاتلند را تأسیس کرد و اولین رئیس آن شد. او همچنین یکی از بنیان‌گذاران باغ وحش ادینبورگ بود.
زندگی انتخابی بروس به عنوان یک کاوشگر، منابع درآمد نامطمئن و غیبت‌های طولانی مدت او، همگی فشارهای شدیدی بر ازدواج او وارد کردند و این زوج در حدود سال ۱۹۱۶ از هم جدا شدند. آنها تا زمان مرگ بروس در همان خانه به زندگی خود ادامه دادند. ایلیوم افسر ناوگان دریایی کشتی‌های بازرگانی شد و سرانجام ناخدای یک کشتی تحقیقاتی ماهی‌گیری شد که به‌طور تصادفی نام اسکوشیا را به خود اختصاص داد.

## اواخر زندگی
بروس در طول زندگی خود جوایز زیادی دریافت کرد: مدال طلای انجمن جغرافیایی سلطنتی اسکاتلند در ۱۹۰۴. مدال حامی انجمن سلطنتی جغرافیایی در ۱۹۱۰. جایزه نیل و مدال انجمن سلطنتی ادینبورگ در ۱۹۱۳ و مدال لیوینگستون از انجمن جغرافیایی آمریکا در ۱۹۲۰. او همچنین مدرک افتخاری LLD را از دانشگاه آبردین دریافت کرد. افتخاری که نصیب‌اش نشد، مدال قطبی بود که توسط حاکم به توصیه انجمن سلطنتی جغرافیایی اعطا می‌شد. این مدال به اعضای هر سفر اکتشافی بریتانیا یا کشورهای مشترک‌المنافع دیگر به قطب جنوب در اوایل قرن بیستم اعطا شد، اما SNAE استثنا بود، مدال از آن دریغ شد.

### آخرین سال‌ها
پس از شروع جنگ در ۱۹۱۴، سرمایه‌گذاری‌های اکتشافی بروس متوقف شد. او خدمات خود را به ادارهٔ نیروی دریایی پیشنهاد کرد، اما موفق به دریافت قرار ملاقات نشد. در ۱۹۱۵ او پُستی را به عنوان مدیر یک شرکت صید نهنگ مستقر در سیشل پذیرفت و چهار ماه را در آنجا گذراند، اما این کار با شکست مواجه شد. در بازگشت به بریتانیا بالاخره یک پُست کوچک در ادارهٔ نیروی دریایی به دست آورد.
بروس به لابی کردن برای شناسایی ادامه داد و تمایز میان رفتار SNAE و سفرهای اکتشافی انگلیسی را برجسته کرد. هنگامی که جنگ تمام شد، او تلاش کرد تا علایق مختلف خود را احیا کند، اما سلامتی او رو به افول بود و مجبور شد آزمایشگاهش را ببندد. در سفر ۱۹۲۰ به اسپیتسبرگن، او در نقش مشاور سفر کرد و نتوانست در کار مفصل شرکت کند. در بازگشت، او در درمانگاه سلطنتی ادینبورگ و سپس در بیمارستان لیبرتون ادینبورگ بستری شد، جاییکه در ۲۸ اکتبر ۱۹۲۱ درگذشت. مطابق میل او، سوزانده شد و خاکسترش به جورجیای جنوبی برده شد تا در دریای جنوبی پراکنده شود. با وجود درآمد نامنظم و کمبود بودجه عمومی، دارایی او ۷۰۰۰ پوند (ارزش ۲۰۲۲ حدود ۳۲۰۰۰۰ پوند) بود.

## ارجاعات
1. 1 2  Speak, pp. 21–23.
2. ↑  Speak, p. 23.
3. 1 2  Speak, pp. 24–25.
4. ↑  Swinney, Geoffrey N. (2002). "The Training of a Polar Scientist: Patrick Geddes and the Student Career of William Speirs Bruce". Scottish Geographical Journal. 118 (4): 263 282. doi:10.1080/00369220218737152. S2CID 140688820.
5. ↑  Speak, p. 25.
6. ↑  Speak, pp. 131–34.
7. ↑  Speak, p. 132.
8. ↑  Speak, pp. 125–26.
9. ↑  Speak, p. 134.
10. ↑  Speak, p. 62.
11. ↑  Measuring Worth.